# Asyneuma
Asyneuma là một chi thực vật có hoa trong họ Hoa chuông (Campanulaceae). Các loài trong chi này là bản địa Bắc Phi và đại lục Á Âu. Nhiều loài là đặc hữu Thổ Nhĩ Kỳ. Các loài này có tên gọi thông thường trong tiếng Anh là harebells (chuông thỏ). Chi này chứa khoảng 30-33 loài.
Các đặc trưng được sử dụng để nhận dạng các loài Asyneuma bao gồm tràng hoa nói chung có hình bánh xe (quay) với các cánh hoa hợp tại đế và tỏa ra phía ngoài thành các thùy rất hẹp, thiếu hoặc chỉ có các phần phụ thô sơ trên đài hoa, đầu nhụy với 2 - 4 thùy, và một quả nang thuôn dài hay gần tròn nứt theo các lỗ ở hai bên. Tuy nhiên, các đặc trưng này không phải là luôn luôn hữu ích trong việc phân biệt Asyneuma với chi có quan hệ họ hàng gần là Campanula, do các tác giả không thống nhất về việc đặc trưng nào là quan trọng hơn: phạm vi mà các cánh hoa hợp lại hay vị trí của các lỗ trên quả nang. Các dữ liệu phân tử từng được yêu cầu để xác định việc đặt một số loài vào chi nào là tốt hơn.

## Các loài
1. Asyneuma amplexicaule (Willd.) Hand.-Mazz. - Thổ Nhĩ Kỳ, Iran, Iraq, Kavkaz.
2. Asyneuma anthericoides (Janka) Bornm. - Balkan.
3. Asyneuma argutum (Regel) Bornm. - Trung Á.
4. Asyneuma babadaghense Yildiz & Kit Tan - Thổ Nhĩ Kỳ.
5. Asyneuma campanuloides (M.Bieb. ex Sims) Bornm. - Kavkaz.
6. Asyneuma canescens (Waldst. & Kit.) Griseb. & Schenk - Balkan, Ukraina.
7. Asyneuma chinense D.Y.Hong - Mục căn thảo quả tròn - Trung Quốc (Quảng Tây, Quý Châu, Hồ Bắc, Tứ Xuyên, Vân Nam).
8. Asyneuma compactum Damboldt - Thổ Nhĩ Kỳ.
9. Asyneuma davisianum Yildiz & Kit Tan - Thổ Nhĩ Kỳ.
10. Asyneuma ekimianum Yildiz & Kit Tan - Thổ Nhĩ Kỳ.
11. Asyneuma filipes (Nábelek) Damboldt - Thổ Nhĩ Kỳ, Iraq.
12. Asyneuma fulgens (Wall.) Briq. - Mục căn thảo quả dài - Tiểu lục địa Ấn Độ, Tây Tạng, Myanmar.
13. Asyneuma giganteum (Boiss.) Bornm. - Các đảo thuộc Hy Lạp.
14. Asyneuma ilgazense Yildiz & Kit Tan - Thổ Nhĩ Kỳ.
15. Asyneuma isauricum Contandr., Quézel & Pamukç - Thổ Nhĩ Kỳ.
16. Asyneuma japonicum (Miq.) Briq. - Mục căn thảo - Nhật Bản, bán đảo Triều Tiên, Mãn Châu, Viễn Đông Nga.
17. Asyneuma junceum Parolly - Thổ Nhĩ Kỳ.
18. Asyneuma limonifolium (L.) Janch. - Balkan, Italia, Thổ Nhĩ Kỳ.
19. Asyneuma linifolium (Boiss. & Heldr.) Bornm. - Thổ Nhĩ Kỳ.
20. Asyneuma lobelioides (Willd.) Hand.-Mazz. - Thổ Nhĩ Kỳ, Kavkaz.
21. Asyneuma lycium (Boiss.) Bornm. - Thổ Nhĩ Kỳ.
22. Asyneuma macrodon (Boiss. & Hausskn.) Bornm. - Iran
23. Asyneuma michauxioides (Boiss.) Damboldt - Thổ Nhĩ Kỳ.
24. Asyneuma persicum (A.DC.) Bornm. - Thổ Nhĩ Kỳ, Iraq, Iran.
25. Asyneuma pulchellum (Fisch. & C.A.Mey.) Bornm.- Thổ Nhĩ Kỳ, Iraq, Iran, Kavkaz.
26. Asyneuma pulvinatum P.H.Davis - Thổ Nhĩ Kỳ.
27. Asyneuma rigidum (Willd.) Grossh. - Algeria, Kavkaz, Thổ Nhĩ Kỳ, Iran, Iraq, Lebanon, Sinai, Syria.
28. Asyneuma thomsonii (C.B.Clarke) Bornm. - Tây Himalaya.
29. Asyneuma trichostegium (Boiss.) Bornm. - Thổ Nhĩ Kỳ.
30. Asyneuma virgatum (Labill.) Bornm. - Các đảo thuộc Hy Lạp, Thổ Nhĩ Kỳ, Iran, Kavkaz, Syria.
31. Asyneuma trichocalycinum (Ten.) K.Malý - Thổ Nhĩ Kỳ. The Plant List và WCSPF xếp loài này trong chi Campanula với danh pháp Campanula trichocalycina Ten., 1811.[1][6]